# Neostrotia malonia
Neostrotia malonia är en fjärilsart som beskrevs av William Schaus 1898. Neostrotia malonia ingår i släktet Neostrotia och familjen nattflyn. Inga underarter finns listade i Catalogue of Life.